# Venuci
Venuci (en llatí Venutius) va ser rei dels brigants de Britànnia a la segona meitat del segle i.
Estava casat amb la reina Cartimandua, que mercès a l'ajut romà gaudia de luxes i riqueses, fins que va repudiar a Venuci i es va aparellar amb Vel·locatus (Vellocatus), el seu escuder.
Venuci i els seus partidaris no van tardar a revoltar-se i va esclatar la guerra civil. Els romans van ajudar a Cartimandua i Cesi Nasica, oficial de la Legió IX Hispana va sufocar la rebel·lió durant el govern a Britànnia de Aule Didi Gal (52 a 57).
Aprofitant la guerra civil a Roma entre Vitel·li, Otó i Vespasià l'any dels quatre emperadors, Venuci es va tornar a revoltar l'any 69. Venuci va anar de triomf en triomf fins que va acorralar a Cartimandua, que va demanar ajut als romans i li van prestar ajuda amb algunes tropes auxiliars traient-la del perill i evacuant-la el mateix any 69, però no van intervenir en la guerra. Venuci es va nomenar rei.
Va seguir com a rei dels brigants, però els fets posteriors no es coneixen bé. Quan Vespasià va assumir el poder va decidir "reconquerir" Britànnia. Entre el 71 i el 74 el governador Quint Petil·li Cerialis va fer campanya contar els brigants, i encara hi va seguir lluitant Agrícola, governador del 78 al 84, però no se sap si Venuci encara era rei. El geògraf Pausànias i el poeta Juvenal parlen de la guerra contra els brigants de la primera meitat del segle ii.